# Einkünfte aus Vermietung und Verpachtung (Deutschland)
Einkünfte aus Vermietung und Verpachtung gehören in Deutschland zu den in § 2 Abs. 1 EStG genannten sieben Einkunftsarten und zählen zu den Überschusseinkünften. Gesetzliche Grundlage der Einkünfte aus Vermietung und Verpachtung ist § 21 EStG.

## Ermittlung der Einkünfte
Einkünfte aus Vermietung und Verpachtung werden durch den Überschuss der Einnahmen über die Werbungskosten ermittelt (§ 2 Abs. 2 Nr. 2 EStG). Einkünfte aus Vermietung und Verpachtung sind Überschusseinkünfte und keine Gewinneinkünfte.
Einkünfte aus Vermietung und Verpachtung liegen vor bei
- entgeltlicher Überlassung
- von Vermögensgegenständen
- des Privatvermögens
- an andere Personen
- zur Nutzung

## Einnahmen aus Vermietung und Verpachtung
Zu den Einnahmen aus Vermietung und Verpachtung gehören
1. Einnahmen aus Vermietung und Verpachtung von unbeweglichem Vermögen, insbesondere von Grundstücken, Gebäuden, Gebäudeteilen, Schiffen die in ein Schiffsregister eingetragen sind, Flugzeugen[1] und Rechten, die den Vorschriften des bürgerlichen Rechts über Grundstücke unterliegen (z. B. Erbbaurecht, Mineralgewinnungsrecht);
2. Einnahmen aus Vermietung und Verpachtung von Sachinbegriffen, (die Einkünfteerzielung aus der Vermietung einer einzelnen Sache des Privatvermögens ist als sonstige Einkunftserzielung gemäß § 22 Abs. 1 Nr. 3 EStG zuzuordnen).
3. Einnahmen aus zeitlich begrenzter Überlassung von Rechten, insbesondere von schriftstellerischen, künstlerischen und gewerblichen Urheberrechten, von gewerblichen Erfahrungen und von Gerechtigkeiten und Gefällen;
4. Einnahmen aus der Veräußerung von Miet- und Pachtzinsforderungen, auch dann, wenn die Einnahmen im Veräußerungspreis von Grundstücken enthalten sind und die Miet- oder Pachtzinsen sich auf einen Zeitraum beziehen, in dem der Veräußerer noch Besitzer war;

vorausgesetzt, diese Einnahmen sind nicht schon einer anderen Einkunftsart zuzurechnen.
Die Einnahmen sind grundsätzlich in dem Jahr steuerlich zu erfassen, in dem sie zugeflossen sind (Zuflussprinzip. Ausnahme: Regelmäßige wiederkehrende Einnahmen).

### Beispiel 1
Ein Arbeitnehmer vermietet eine ihm gehörende Eigentumswohnung. Die Mieteinnahmen einschließlich der Umlage für Nebenkosten gehören zu den Einnahmen aus Vermietung und Verpachtung.

### Beispiel 2
Ein Unternehmer betreibt eine Spenglerei auf eigenem Grundstück und vermietet eine Werkswohnung, die zum Betriebsvermögen der Spenglerei gehört. Die Mieteinnahmen einschließlich der Nebenkosten gehören zu den Einkünften aus Gewerbebetrieb.

## Werbungskosten bei Vermietung und Verpachtung
Zu den typischen Werbungskosten bei einer vermieteten Wohnung gehören
- die Abschreibung auf das Gebäude (Absetzung für Abnutzung),
- die laufenden Betriebskosten, z. B. Ausgaben für den Bezug von Wasser, Strom oder Brennstoff (werden diese Nebenkosten auf den Mieter umgelegt, ist diese Umlage als Einnahme zu erfassen)
- die Grundsteuer
- die Abschreibung auf vermietete Einrichtungsgegenstände,
- die Finanzierungskosten (Zinsen für Hypothek, Grundschuld, Disagio, Abschlussgebühr beim Bausparvertrag), soweit mit der Wohnung im Zusammenhang stehend,
- das Hausgeld bei einer Eigentumswohnung (jedoch ohne Zuführung zur Instandhaltungsrücklage),
- Instandhaltungs- und Instandsetzungskosten,
- Kosten für Rechtsberatung im Zusammenhang mit dem Mietverhältnis,
- Kosten der Steuerberatung soweit sie auf die Ermittlung der Einkünfte aus Vermietung und Verpachtung entfallen,
- Versicherungen, die die Wohnung betreffen (z. B. Brandversicherung, Rechtsschutzversicherung, Haftpflichtversicherung),
- Erbbauzins
- Verwaltungskosten (Büromaterialien, Reisekosten zum vermieteten Objekt und zu Eigentümerversammlungen)

Die Werbungskosten sind grundsätzlich in dem Jahr steuermindernd abzusetzen, in dem sie abgeflossen sind (Abflussprinzip. Ausnahme: Regelmäßige wiederkehrende Ausgaben).

## Verbilligte Vermietung
Beträgt die vereinnahmte Miete (Kaltmiete zuzüglich der gezahlten Umlagen) für die Überlassung einer Wohnung zu Wohnzwecken weniger als 50 % der ortsüblichen Vergleichsmiete, ist die Nutzungsüberlassung in eine entgeltliche und unentgeltliche Überlassung aufzuteilen. Der Abzug der Werbungskosten ist nur für den Teil der entgeltlichen Überlassung möglich. Beträgt die Miete zwischen 50 % und 66 %, ist eine Totalüberschussprognose vorzunehmen. Ist diese positiv, gilt die Nutzungsüberlassung als vollentgeltlich, ist sie negativ, ist die Nutzungsüberlassung in einen entgeltlichen und unentgeltlichen Teil aufzuteilen.

### Beispiel 3
Die Wohnung ist an einen Freund des Eigentümers vermietet. Der Vermieter verlangt deshalb nur 70 % der ortsüblichen Vergleichsmiete.
Folge: Von den Werbungskosten dürfen 100 % steuermindernd abgezogen werden, weil mindestens 66 % der ortsüblichen Vergleichsmiete berechnet werden. Läge die Mietforderung beispielsweise bei 60 % der ortsüblichen Vergleichsmiete, müsste eine Totalüberschussprognose erstellt werden.

### Beispiel 4
A vermietet die Wohnung für 40 % ortsüblichen Miete.
Folge: Die Wohnung gilt als zu 60 % unentgeltlich und 40 % als entgeltlich überlassen. Daher dürfen von den Aufwendungen für die Wohnung nur 40 % als Werbungskosten abgezogen werden, da diese auf die entgeltliche Nutzungsüberlassung entfallen. 

## Anschaffungsnahe Herstellungskosten
Anschaffungsnahe Herstellungskosten sind Aufwendungen, die in den ersten drei Jahren nach Erwerb der Immobilie anfallen können. Es handelt sich hierbei um Ausgaben, die begrifflich zunächst den Instandhaltungs- bzw. Instandsetzungskosten zuzuordnen wären. Überschreiten die Aufwendungen jedoch netto 15 % der Anschaffungskosten, sind diese Aufwendungen den Anschaffungskosten zuzurechnen und erhöhen die Bemessungsgrundlage für die Abschreibung des Gebäudes (der AfA-Satz bleibt jedoch unverändert). Sind die Aufwendungen nicht höher als 15 % können sie im Veranlagungszeitraum in voller Höhe als Werbungskosten abgesetzt werden. Eine Ausnahme stellt eine sogenannte Standardhebung dar. Eine Standardhebung liegt vor, wenn drei von vier zentralen Merkmalen der Immobilie saniert werden (in der Regel: Heizung, Sanitäranlagen, Elektroanlage und Fenster). In diesem Fall erhöhen die Aufwendungen wieder nur die Abschreibungsgrundlage. Die 15-%-Grenze bleibt hierbei außer Acht.

### Beispiel 5
In einem 2004 gekauften Gebäude werden im gleichen Jahr die Sanitäranlagen erneuert. 2005 ersetzt der vermietende Eigentümer die Heizanlage, im Folgejahr tauscht er die Fenster durch modernere energiesparende Fenster. Somit werden in den ersten drei Jahren nach Erwerb drei der vier zentralen Merkmale saniert. Die Aufwendungen erhöhen daher unabhängig von ihrer Höhe die Anschaffungskosten und damit die Abschreibung.
Hätte der Eigentümer auf eine der drei Maßnahmen verzichtet und wären seine Aufwendungen in den ersten drei Jahren unter 15 % der auf das Gebäude entfallenen Anschaffungskosten geblieben, wären die Aufwendungen als Werbungskosten sofort absetzbar gewesen.
Kosten für  Instandsetzungsmaßnahmen zur Beseitigung eines Substanzschadens, der nachweislich erst nach Anschaffung des Gebäudes durch das schuldhafte Handeln eines Dritten verursacht worden ist, sind jedoch auch dann nicht den anschaffungsnahen Herstellungskosten i.S. von § 6 Abs. 1 Nr. 1a Satz 1 EStG zuzuordnen, wenn die Maßnahmen vom Steuerpflichtigen innerhalb von drei Jahren seit Anschaffung zur Wiederherstellung der Betriebsbereitschaft des Gebäudes durchgeführt werden.
Rechtsgrundlage ist § 6 Abs. 1 Nr. 1a EStG.

## Umsatzsteuer
Die Vermietung und die Verpachtung von Grundstücken ist umsatzsteuerfrei nach § 4 Nr. 12 UStG. Der Vermieter kann einen solchen Umsatz als steuerpflichtig behandeln, wenn die Vermietung an einen Unternehmer für dessen Unternehmen ausgeführt wird (Option). Der Verzicht auf die Umsatzsteuerbefreiung ist jedoch nur zulässig, wenn der Leistungsempfänger (Mieter) das Objekt ausschließlich für Umsätze verwendet, die den Vorsteuerabzug nicht ausschließen. Daraus folgt, dass z. B. bei Vermietung von Praxis- oder Büroräumen an Ärzte, Versicherungen, Versicherungsvertreter, Banken etc. nicht auf die Umsatzsteuerbefreiung verzichtet werden kann.
Das Gleiche gilt auch für die Vermietung an „gewerbliche Zwischenmieter“ (vgl. weiter unten) sofern diese an natürliche Personen weitervermieten, weil die Zwischenmieter in diesen Fällen nicht zum Vorsteuerabzug berechtigt sind.
An die Option ist man zeitlich nicht gebunden, es ist aber die Korrektur nach § 15a UStG zu beachten, die bei Gebäuden gemäß § 15a Abs. 1 Satz 2 UStG 10 Jahre greift; die Vorsteuer ist für den von 10 Jahren verbliebenen Zeitraum einer USt-freien Vermietung zurückzuzahlen.

### Umsatzsteuerausweis in der Wohngeld- (Hausgeld-)abrechnung
Grundsätzlich sind Bruttoausgaben abzurechnen. Hat – wie üblich – eine Gemeinschaft nicht insgesamt auf die Steuerbefreiung ihrer Umsätze verzichtet, darf der Verwalter in den Abrechnungen mit den Eigentümern nur die Bruttoausgabenbeträge (also inklusive Umsatzsteuer) ausweisen. Wird daneben noch die Umsatzsteuer betragsmäßig angegeben, gilt dies als gesonderter Steuerausweis i. S. v. § 14 Abs. 3 UStG; dies würde zur Folge haben, dass der Steuerbetrag an das Finanzamt abgeführt werden müsste. Gesonderter Steuerausweis in Rechnungen soll deshalb vermieden werden, wenn eine Hausgemeinschaft nicht auf die USt-Befreiung verzichtet hat.
In steuerlichen Anlegermodellen mit zwischengeschaltetem gewerblichen Zwischen- oder Garantiemieter und Berechtigung zur Endvermietung kann es erforderlich werden, in Jahresabrechnungen und auch Einzelabrechnungen Umsatzsteuer auszuweisen. Die Darstellung anteiliger Umsatzsteuer auf Jahresbetriebsausgaben ist hier für gewerblich vermietende Eigentümer unter Umständen von Vorteil, und zwar für eigene Vorsteuerabzugsmöglichkeiten. Voraussetzung sind entsprechende Optionen durch die Eigentümer selbst und auch durch die Gemeinschaft, d. h. Verzicht auf Steuerbefreiung gem. § 9 i. V. m. § 14 Nr. 13 UStG. Einzelheiten zu diesem Themenkomplex einschließlich etwaiger Abrechnungs- und Steuererklärungspflichten des Verwalters.
In solchen Bauherrenmodellen früherer Konzeption mit üblicherweise vereinbarter gewerblicher Zwischenvermietung waren deshalb Verwalter gehalten, die jeweilige Umsatzsteuer bei Ausgabenpositionen auszuweisen, um Eigentümern Vorsteuerabzugsmöglichkeiten zu verschaffen. Kraft Gesetzes ist allerdings hier m. E. ein Verwalter nicht verpflichtet, Umsatzsteuer-Voranmeldungen und Jahresumsatzsteuererklärungen für die Gemeinschaft zu erstellen sowie Zahllastbeträge unter Berücksichtigung von Vorsteuerverrechnungen abzuführen. Ein Verwalter ist nicht „Steuerberater“ einer Gemeinschaft. Anders ist dies sicher bei entsprechend vertraglich übernommener Verpflichtung gegen Sonderhonorierung.
Sauren hat darauf hingewiesen, dass mit Wirkung 1. Mai 1992 das Umsatzsteuergesetz dahingehend geändert wurde, dass auch die Vermietung von Kfz-Stellplätzen nicht mehr generell steuerfrei ist. In seinem Aufsatz stellt er die neue Rechtslage dar und überprüft, inwieweit Auffassungen der Finanzverwaltungen damit in Einklang stehen. Im Gemeinschaftseigentum stehende, separat vermietete Stellplätze können nach seiner Ergebnisfeststellung umsatzsteuerpflichtig sein; der Verwalter als Vertreter der Gemeinschaft hat dann Umsatzsteuer zu erheben und darauf zu achten, dass in den Rechnungen die Vorsteuer ausgewiesen ist; er muss dann selbst (bzw. durch einen Steuerberater) die jährliche USt-Erklärung für die Gemeinschaft fertigen (einschließlich Voranmeldungen) und die Steuern abführen. Soweit ein Wohnungseigentümer eine umsatzsteuerpflichtige Vermietung durchführt, muss er, um die Vorsteuer ansetzen zu können, zur Umsatzsteuer optieren (§ 4 Nr. 13 UStG). Hierzu ist ein Mehrheitsbeschluss der Gemeinschaft erforderlich. Soweit optiert wurde, ist es dann Aufgabe des Verwalters, die Umsatzsteuerbeträge gesondert auszuweisen, denn den Beschluss über die Option hat der Verwalter durchzuführen (§ 27 Abs. 1 Nr. 1 WEG) Hierzu kann er sich nach vorherigem Beschluss eines Steuerberaters bedienen.